# Davy (kráter)

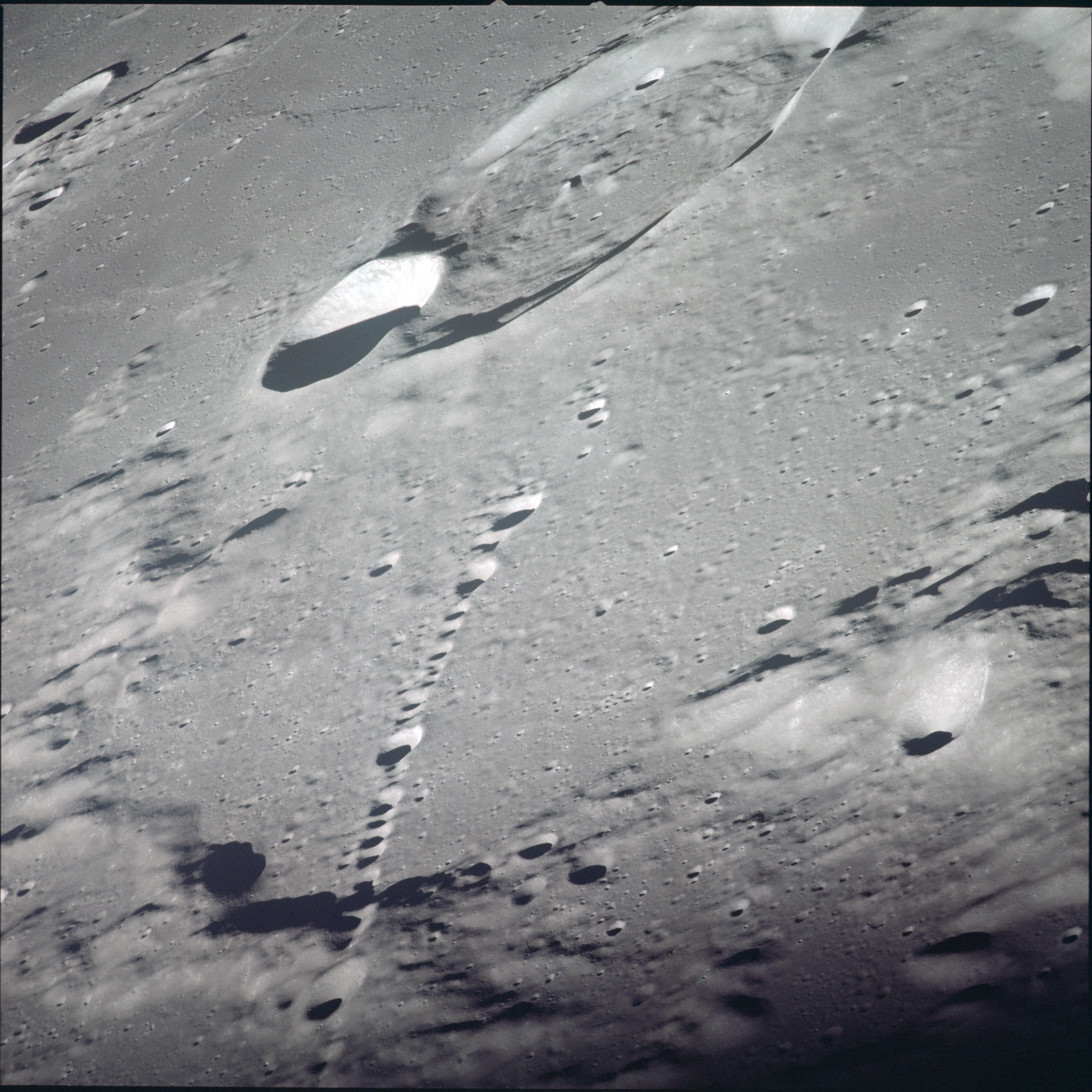
Kráterová řada Catena Davy v popředí, krátery Davy a Davy A v pozadí, fotografováno z Apolla 12.

Davy je kráter nacházející se na východním okraji Mare Nubium (Moře oblaků) na přivrácené straně Měsíce. Překrývá část sousedního lávou zaplaveného většího kráteru Davy Y a jeho jihovýchodní okrajový val je zničen, místo něj se zde nachází menší satelitní kráter Davy A o průměru 15 km.
Davy má průměr 35 km. Severo-severovýchodně se nachází kráter Palisa, jehož dno přechází v jihozápadní části do sousedního Davy Y. Západně v měsíčním moři leží malý kráter Kundt.

## Název
Je pojmenován podle anglického chemika a vynálezce Humphry Davyho, objevitele řady chemických prvků.

## Catena Davy
V zatopeném kráteru Davy Y o průměru 70 km lze nalézt pozoruhodný řetězec 23 malých kráterů v délce cca 50 km. Směřují ze středu kráteru k východo-severovýchodu, přičemž se jejich „dráha“ mírně stáčí. V roce 1974 byla 6 z nich přidělena neoficiální jména (pro účely NASA). Tato jména (viz seznam níže) byla posléze přijata Mezinárodní astronomickou unií jako oficiální.
| Kráter    | Selenografické souřadnice | Průměr | Původ názvu               |
| --------- | ------------------------- | ------ | ------------------------- |
| Alan      | 10,9° J, 6,1° Z           | 2.0 km | Irské mužské jméno        |
| Delia     | 10,9° J, 6,1° Z           | 2.0 km | Řecké ženské jméno        |
| Harold    | 10,9° J, 6,0° Z           | 2.0 km | Skandinávské mužské jméno |
| Osman     | 11,0° J, 6,2° Z           | 2.0 km | Turecké mužské jméno      |
| Priscilla | 10,9° J, 6,2° Z           | 1.8 km | Latinské ženské jméno     |
| Susan     | 11,0° J, 6,3° Z           | 1.0 km | Anglické ženské jméno     |

## Satelitní krátery
V okolí kráteru Davy se nachází několik dalších kráterů. Ty byly označeny podle zavedených zvyklostí jménem hlavního kráteru a velkým písmenem abecedy.
| Davy | Sel. šířka | Sel. délka | Průměr |
| ---- | ---------- | ---------- | ------ |
| A    | 12.2° J    | 7.7° Z     | 15 km  |
| B    | 10.8° J    | 8.9° Z     | 7 km   |
| C    | 11.2° J    | 7.0° Z     | 3 km   |
| G    | 10.4° J    | 5.1° Z     | 16 km  |
| K    | 10.2° J    | 9.5° Z     | 3 km   |
| U    | 12.9° J    | 7.1° Z     | 3 km   |
| Y    | 11.0° J    | 7.1° Z     | 70 km  |